# Soak the sin
Soak the Sin är en svensk rockgrupp från Skellefteå som bildades 1995. Debutalbumet The Work is Done! producerades av Johan Nillson och utgavs 2005. The Smiths-basisten Andy Rourke medverkar på ett par låtar och har även en roll i musikvideon för I Said No. 2006 åkte bandet med som förband åt Bryan Adams på spelningar i Danmark, Sverige och Finland.

## Bandmedlemmar
- Helena Melender (tidigare Pettersson), sång och gitarr
- Elin Öhman (tidigare Dahlgren), gitarr
- Malin Ernestad, trummor
- Åsa Grundberg (Åsa Grön), bas

## Diskografi
- Hands Up (singel) Morphine Lane Records
- I Said No (singel) Morphine Lane Records
- The Work is Done! (album) Morphine Lane Records